# Rotaract
Rotaract – jeden z programów Rotary International, którego celem jest rozwój młodych liderów w społeczeństwie obywatelskim. Kluby Rotaract są stowarzyszeniami zrzeszającymi członków w wieku od 18 lat (niegdyś do 30 lat, jednak limit górny zniesiono), nad którymi opiekę sprawuje tzw. "sponsorujący" klub Rotary z tej samej miejscowości.
Podstawowymi celami Rotaract są:
- rozwój profesjonalnych i przywódczych umiejętności członków,
- położenie nacisku na respektowanie indywidualnych praw innych,
- służenie lokalnej społeczności,
- promocja tolerancji, odpowiedzialności i wysokich standardów zawodowych.

## Informacje ogólne
Kluby Rotaract zajmują się organizacją rozmaitych projektów i akcji, zależących przede wszystkim od celów, możliwości i zainteresowań członków klubów. Można wyróżnić trzy zasadnicze rodzaje działań, które kluby podejmują w różnym stopniu w zależności od swej specyfiki: działalność społeczna i charytatywna, rozwój zawodowy oraz rozwój umiejętności przywódczych.
"Service above self"  czyli "Służba ponad wszystko” jest myślą przewodnią Rotary, a tym samym Rotaractu.  Rotaractorskie projekty charytatywne są tworzone są po to, by polepszyć jakość życia we własnym środowisku i zagranicą. Dotyczą najpoważniejszych zagrożeń i problemów codzienności, m.in.: ubóstwa, głodu, przemocy, narkomanii, AIDS, analfabetyzmu. Każdy klub Rotaract przeprowadza minimum dwa projekty w trakcie roku (październik – czerwiec): jeden mający na celu pomoc najbliższej społeczności i drugi, promujący międzynarodowe zrozumienie.
Każdy klub Rotaract w swojej strukturze podlega pod lokalny klub Rotary  – Rotarianie starają się, aby młodzi ludzie mieli  możliwość aktywnego udziału w życiu społecznym oraz rozwoju w życiu zawodowym. Członkowie Rotary są dla Rotaractorów „przewodnikami” w służeniu społecznościom lokalnym i międzynarodowym. Służą także jako źródło wiedzy dla młodych członków Rotaractu, zaczynających dopiero swoją karierę zawodową i społeczną aktywność
Działalność klubów odbywa się na zasadzie „non-profit”.

## Historia
Rotaract czyli program tworzenia w ramach Rotary International klubów społecznych dla młodych ludzi w wieku 18-30 lat, został oficjalnie zainaugurowany w styczniu 1968 roku podczas urzędowania Prezydenta RI Luthera Hodgesa. 13 marca 1968 roku klub Rotaract na Uniwersytecie Północnej Karoliny, sponsorowany przez Klub Rotary North Charlotte w Północnej Karolinie w USA, otrzymał, jako pierwszy klub Rotaract, oficjalny czarter. Mimo iż klub ten uważany jest za pierwszy klub Rotaract, Rotarianie sponsorowali wcześniej podobne organizacje zrzeszające młodych ludzi już od wczesnych lat dwudziestych XX w. Kluby Unisserve w Indiach, kluby Orbis w Południowej Ameryce, kluby Rotors w Południowej Afryce, Koła Paula Harrisa w Europie, kluby Quadrant w USA są najbardziej znanymi tego przykładami. Kluby te stanowiły podstawę dla późniejszego rozwoju ruchu rotaractorskiego, jako że przyjęły one nowe nazwy w ramach programu Rotaract.
Prawdopodobnie największy nacisk na stworzenie programu Rotaract pochodził z rotariańskich społecznych klubów młodzieżowych przeznaczonych dla uczniów szkół średnich – klubów Interact. Powstały w 1962 roku program Interact osiągnął natychmiastowy sukces. Jednak ponieważ członkostwo w tych klubach było przeznaczone dla uczniów szkół średnich,  Rotarianie i członkowie Interactu kończący szkołę zaczęli poszukiwać sposobu na kontynuowanie współpracy. Zarząd RI otrzymał sporo propozycji rozciągnięcia członkostwa w Interact tak, aby osoby kończące szkołę średnią mogły jeszcze przez kilka lat działać w tych klubach. Jednak zamiast przyjęcia tej opcji, Zarząd zdecydował o przeanalizowaniu możliwości stworzenia programu nowych klubów społecznych przeznaczonych dla studentów i młodych osób rozpoczynających życie zawodowe.
Decyzja o przyjęciu programu Rotaract zbiegła się w czasie z protestami studentów na całym świecie, które stanowiły przedmiot troski Rotarian. Program Rotaract został przyjęty nie tylko w celu utrzymania członków klubów Interact w rotariańskiej rodzinie, lecz także jako środek do zaangażowania energii młodych ludzi w pozytywne działania dla dobra społeczności, w których żyją.
W 1966 roku powołany został specjalny komitet dla stworzenia nowego programu klubów społecznych dla młodych ludzi. Po głosowaniu przeprowadzonym wśród studentów Uniwersytetu w Houston w Teksasie w USA, komitet zdecydował, że nazwa Rotaract będzie najlepiej odpowiadała idei programu – stanowiąc połączenie słów “Rotary” i “action”. Zbieg okoliczności sprawił, że klub społeczny powstały w 1966r. na Uniwersytecie Północnej Karoliny, przyjął również nazwę Rotaract, jako kombinację słów “Rotary” i “Interact”. Komitet zdecydował, iż młode kobiety także powinny mieć prawo równoprawnego z mężczyznami członkostwa w klubie za pozwoleniem sponsorującego klubu Rotary. Niedługo po tym nastąpił czarter klubu Rotaract na Uniwersytecie La Salle w Tacubaya w Meksyku, klubów Rotaract we Florencji we Włoszech, na Gaston College w Północnej Karolinie oraz w Secunderabad w Indiach.
W roku 1981 Rotaract stał się już na tyle popularny, iż członkowie Rotaractu z Południowej Afryki postanowili zorganizować konferencję INTEROTA, będącą międzynarodowym spotkaniem dla Rotaractorów z całego świata. Kolejne konferencje odbywają się co trzy lata. Do dziś konferencje INTEROTA organizowane były przez Rotaractorów z Australii, Brazylii, Anglii, Meksyku, Południowej Afryki i Turcji.
Przemiany jakie zostały dokonane na początku lat dziewięćdziesiątych pomogły umocnić ruch rotaractorski. W lutym 1991 roku pierwszy w Europie Wschodniej klub Rotaract otrzymał czarter w Budapeszcie na Węgrzech, przy pomocy Rotaractorów austriackich. Więzy z Europą Wschodnią zostały zacieśnione gdy ci sami Rotaractorzy austriaccy pomogli utworzyć pod koniec 1991r. klub Rotaract w Pradze.
W marcu 1992 roku Zarząd RI ustanowił Światowy Tydzień Rotaractu, który corocznie jest obchodzony w tygodniu, w którym wypada 13 marca, dla uczczenia wyczarterowania pierwszego klubu Rotaract. Podczas Światowego Tygodnia Rotaractu członkowie klubów rotaractorskich uczestniczą w spotkaniach ich rotariańskich klubów sponsorujących, podejmują współdziałanie w ramach wspólnych projektów, a także rozmawiają z klubami rotariańskimi nie sponsorującymi żadnego Rotaractu o zaletach płynących z przystąpienia do programu.
Obecnie Rotaract wciąż przeżywa rozwój. Aktualnie działa ponad 9500 klubów rotaractorskich w 170 krajach, zrzeszając szacunkowo 220 000 członków.

## Cele organizacji
Kluby Rotaract podejmują różnego rodzaju działania, organizując wiele akcji i projektów, wpisujących się w pole zainteresowań ich członków. W ramach tych działań wyróżnia się trzy główne cele, stanowiące filary rotaractorskiej misji: rozwój zawodowy, rozwój umiejętności przywódczych oraz działalność charytatywna.

### I filar – Rozwój zawodowy
Kluby mają za zadanie wspierać rozwój zawodowy członków, ułatwiając im zrozumienie funkcjonowania środowisk pracy, a także dostrzeżenie różnych możliwości zawodowych, dostępnych w  ramach społeczności lokalnej. Przykładowe działania w ramach pierwszego filaru:
- Forum dotyczące rozwoju zawodowego i predyspozycji do danych profesji
- Spotkania dotyczące nowych technik biznesu
- Seminaria na temat zarządzania i marketingu
- Konferencje na temat etyki w zawodzie
- Prezentacje na temat dofinansowania i kredytów

Rozwój zawodowy Rotaractorów wzbogacany jest także przez Rotarian, którzy dostarczają praktycznych informacji na temat wejścia w świat biznesu oraz sprostania wymaganiom zawodowym.

### II filar – Rozwój umiejętności przywódczych
Celem działań podejmowanych w ramach drugiego  filaru jest poprawienie efektywności przywódców i rozwój ich umiejętności w zakresie zarządzania zasobami ludzkimi. Odbywa się to głównie poprzez pełnienie różnych funkcji w strukturach klubowych lub dystryktalnych. Do tej sfery można zaliczyć:
- Doskonalenie umiejętności oratorskich
- Poznanie technik marketingowych
- Budowanie porozumienia i zgody pomiędzy członkami klubu
- Rozdzielanie obowiązków w ramach realizowanych projektów, a także nadzorowanie ich
- Zidentyfikowanie możliwości wypromowania projektu poza klub Rotaract
- Znajdowanie wsparcia finansowego w celu wzmocnienia rozwoju klubu
- Ocena rezultatów przeprowadzanych projektów

### III filar – Działalność charytatywna
Myśl przewodnia Rotary – "Służba ponad wszystko" odnosi się także do Rotaractu.  Realizowane projekty o charakterze charytatywnym mają poprawić jakość życia w kraju i zagranicą. Każdy klub ma obowiązek przeprowadzić rocznie dwa główne projekty:
- jeden, obejmujący działalność charytatywną dla najbliższej społeczności
- drugi, promujący porozumienie międzynarodowe

W obydwu powinni brać udział wszyscy członkowie danego klubu lub ich większość.

## Struktura Organizacji

### Kluby
Członkowie klubu Rotaract planują działania społeczne, charytatywne, związane z rozwojem zawodowym i przywództwem pod przewodnictwem prezydenta. Rolą zarządu jest omawianie, korygowanie i zatwierdzanie tych planów, a także ustalenia formalne i administracyjne. Prezydent zostaje wybrany przez członków klubu na roczną kadencję w głosowaniu tajnym. W zależności od specyfiki klubu, to prezydent wybiera zarząd, lub jest on wybierany w drodze głosowania. Zarząd składa się z obecnego prezydenta, prezydenta z poprzedniego roku (past-prezydent), wiceprezydenta, sekretarza i skarbnika. Można również powołać dyrektorów lub dodatkowych oficerów, jeśli zaistnieje taka potrzeba, a także komitety odpowiedzialne za różne rodzaje działalności: Club Service (służba dla klubu), Community Service (służba dla społeczności), International Service (służba międzynarodowa), Profesjonalnego Rozwoju oraz Finansowy. Zarząd jest „ciałem kierującym” klubu i powinien się spotykać raz w miesiącu, a jeżeli nie jest to możliwe, być w stałym kontakcie mailowym i telefonicznym. Zarząd ma obowiązek przedstawić członkom klubu swoje ustalenia, plany oraz politykę, a raporty ze swoich spotkań przedyskutować na forum klubu w możliwie najkrótszym czasie. Zarząd kontroluje również finanse klubowe i dba o równowagę pomiędzy wieloma aspektami klubowej działalności.

#### Prezydent
- nadzoruje działania klubu,
- ustala zakres odpowiedzialności,
- przydziela członków do określonych zadań i projektów (znając ich zainteresowania i umiejętności) Przewodniczy zebraniom klubowym i spotkaniom zarządu,

W razie jakichkolwiek kłopotów lub problemów w klubie, a często w życiu prywatnym, członkowie klubu powinni otrzymać od prezydenta pomoc i wsparcie. Prezydent jest zobowiązany utrzymywać regularne stosunki ze swoim klubem sponsorującym Rotary, poprzez uczestnictwo we wspólnych spotkaniach i przedsięwzięciach, oraz informować Rotarian o działaniach podejmowanych przez klub Rotaract.

#### Wiceprezydent
- zastępuje prezydenta podczas jego nieobecności,
- angażuje się w pracę zarządu i odpowiada za wszystkie działania wyznaczone mu przez prezydenta.

Ważne jest, aby wiceprezydent i prezydent tworzyli zespół, co podnosi efektywność działań klubowych. Korzystne może być, kiedy prezydentem zostaje wiceprezydent z poprzedniego roku.

#### Sekretarz
- Promuje klub poprzez korespondencję ze sponsorującym klubem Rotary, instytucjami współpracującymi, kandydatami na członków klubu,
- jest odpowiedzialny za komunikację wewnątrzklubową.

Sekretarz zobowiązany jest do pisania sprawozdań ze spotkań klubu i zarządu, prowadzenia dokumentacji klubowej, kontrolowania obecności i frekwencji członków.

#### Skarbnik
Skarbnik jest odpowiedzialny za płynność i stabilność finansową klubu, zbierając  i rozdzielając jego fundusze.
- przewodniczy komitetowi finansowemu (jeśli takowy istnieje),
- wraz z zarządem ustala budżet,
- zbiera składki członkowskie i fundusze zebrane przez  klub,
- płaci wszystkie rachunki i zobowiązania klubu,
- przedstawia stan finansów poprzez sprawozdania finansowe.

### Dystrykty
Kluby Rotary i Rotaract na całym świecie są zorganizowane w dystrykty. Polska tworzy samodzielnie Dystrykt 2231. Jednostka ta jest tworzona na podstawie ilości klubów – może być kilka państw w dystrykcie lub kilka dystryktów w jednym państwie. Działalność Rotaractu na poziomie dystryktu umożliwia tworzenie wspólnych projektów międzyklubowych, dzielenie się pomysłami w celu poprawy efektywności klubów oraz promuje Rotaract.
Na czele każdego z ponad 500 dystryktów Rotary na świecie stoi Gubernator Dystryktu, Rotarianin służący jako oficer RI i reprezentujący lokalny Zarząd RI. Przewodniczący Komitetu ds. Rotaractu, (District Rotaract Chairman) DRCh, jest Rotarianinem wyznaczonym do pełnienia tej funkcji przez Gubernatora Dystryktu, pomagający mu w upublicznianiu programu Rotaractu, organizowaniu nowych klubów Rotaract oraz w zarządzaniu programem Rotaractu na poziomie dystryktu. Kolejną, najważniejszą dla Rotaractu funkcją jest Reprezentant Rotaractu, DRR, który jest Rotaractorem wybieranym przez kluby Rotaract danego dystryktu. Aby efektywnie pełnić swoją rolę, DRR musi kłaść szczególny nacisk na komunikację między klubami. DRR może powoływać Komisję Dystryktalną składającą się z co najmniej pięciu Rotaractorów z różnych klubów dystryktu. Komisja planuje projekty i działania o zasięgu dystryktalnym, rekomenduje pomysły wzmacniające kluby, współpracuje z Rotarianami z Komitetu ds. Rotaractu (District Rotaract Committee) w sprawie organizacji nowych klubów i sesji szkoleniowych dla oficerów klubów.
Środowisko polskiego Rotaractu spotyka się trzy razy w ciągu roku na: nieformalnym Spotkaniu Jesiennym, tuż po rozpoczęciu rotaractorskiego roku, Szkoleniu Nowych Zarządów klubów wiosną, a następnie najważniejszą Konferencję Dystryktalną Rotaract, pod koniec roku rotariańskiego.

## Rotaract w Polsce
Rotaract w Polsce działa od 1993 roku. Podobnie jak Kluby Rotary, przez 23 lata wraz Białorusią i Ukrainą tworzyły jeden wspólny Dystrykt 2230. Od 1. lipca 2016 r. Polska tworzy samodzielny Dystrykt 2231, składa się na niego dziewiętnaście klubów: siedem w Warszawie, trzy we Wrocławiu oraz po jednym w Bydgoszczy, Krakowie, Lublinie, Łodzi, Olsztyn, Poznaniu, Szczecinie, Toruniu i Trójmieście.  

## Rotaract jako program Rotary

### Program i zasady
Zasady funkcjonowania oraz program dla klubów Rotaract pochodzą od rady RI (składa się ona z 18 dystryktalnych gubernatorów z całego świata) i prezydenta RI (który jest wybierany każdego roku przez kluby Rotary). Co roku prezydent RI wybiera komitet Rotaract, którego zadaniem jest doradzanie Radzie w kwestii zmian w programie i działaniu klubu. Rotaractorzy i Rotarianie, którzy chcieliby wprowadzić zmiany do programu powinni przedstawić swoje propozycje temu komitetowi bądź członkom Rady z ich regionu, aby ich sugestie zostały przedstawione Radzie RI. Zmiany w programie Rotaract, które zmieniałyby konstytucję i statut klubów Rotary muszą być przemyślane, aby zgadzały się z Council on Legislation. The Council on Legislation jest organem prawodawczym RI. Program Rotaract nie posiada osobnej komórki, która zajmowałaby się wprowadzaniem zmian prawnych. Jeżeli klub Rotaract chciałby wprowadzić jakiekolwiek prawne zmiany, taka propozycja powinna być skierowana poprzez sponsorujący klub Rotary. Sponsorujący klub nie jest jednak zobligowany do przedstawienia takiej propozycji w imieniu klubu Rotaract do Council on Legislation.

### Administracja programu
Sekretariat RI składa się z głównej siedziby w Evanston, Illinois, USA i ośmiu oddziałów w Argentynie, Australii, Brazylii, Indiach, Japonii, Korei, Filipinach i Szwajcarii. Pracownicy RI są zobowiązani do kompetentnego administrowania programem Rotaract na całym świecie.

### Myśl Przewodnia Prezydenta RI
Co roku nowy prezydent RI wprowadza myśl przewodnią, która ma na celu ujednolicenie projektów klubów Rotaract oraz sponsorujących klubów Rotary z podobnymi projektami innych klubów Rotaract i ich sponsorujących klubów Rotary na całym świecie. Ta myśl przewodnia ma zachęcić kluby Rotaract do wzięcia udziału w akcjach których celem jest uzyskanie międzynarodowego zrozumienia i pokoju.

### Rejestracja i rozwiązanie działalności
Sekretariat RI działa jako centralny administrator klubów Rotaract. Kluby Rotaract istnieją wyłącznie w powiązaniu ze sponsorującym klubem Rotary, który inicjuje powołanie klubu Rotaract. Każdy klub Rotary tworzący nowy klub Rotaract jest zobowiązany do wysłania „Klubowej listy organizacyjnej Rotaract” ("Rotaract Club Organization List") do biura RI Service Center, które jest odpowiedzialne za teren na którym znajduje się przyszły klub oraz wpłacić opłatę założycielską w wysokości US $ 50. Po dostarczeniu tych informacji dostają się one na skomputeryzowaną listę oficjalnych klubów Rotaract prowadzoną przez RI. Ułatwia to promowanie międzynarodowych i regionalnych kontaktów pomiędzy klubami Rotaract. Każdego roku klub zobowiązany jest do przedstawienia zaktualizowanych danych dotyczących adresów do głównej siedziby RI aby zapewnić aktualność danych. RI rozwiąże działalność klubu jeżeli poczta wysyłana do tego klubu jest zwracana do sekretariatu i pracownicy RI nie mogą nawiązać kontaktu z prezydentem klubu poprzez DRR-a, DRC, sekretarza sponsorującego klubu Rotary lub Gubernatora Dystryktu. Te osoby mają 90 dni na przedstawienie RI uaktualnionych danych, po tym czasie klub Rotaract zostaje rozwiązany.

### The Rotarian, Rotary World i Rotaract News

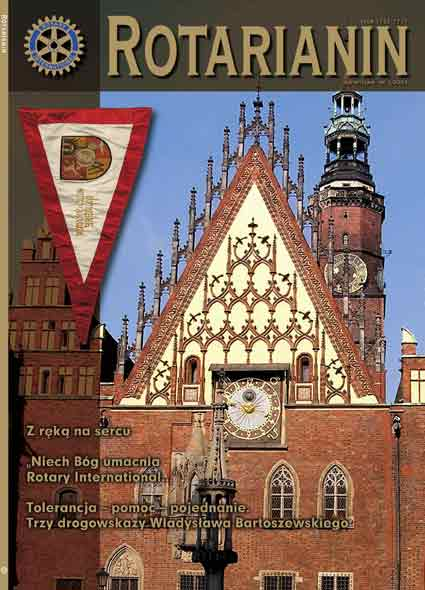
Rotarianin – pierwsze wydanie z 2004

Sekretariat RI tworzy formy promocji mające na celu wspomaganie programu Rotaract. Najważniejsze wśród publikacji RI są The Rotarian (pol. Rotarianin), Rotary World i Rotaract News. Rotarianin publikowany jest co miesiąc, jest to oficjalny magazyn RI jak również jest on międzynarodową publikacją dla ludzi biznesu i osób czynnych zawodowo. Rotary World jest gazetą publikowaną pięć razy do roku. Zwarte są w niej raporty o nowatorskich pomysłach klubów jak również projektach dla lokalnych społeczności prowadzonych przez kluby. Rotaract News jest informatorem wydawany dwa razy do roku wyłącznie na potrzeby Rotaractu. Aby poszerzyć te publikacje, kluby Rotaract są proszone co roku o dostarczanie RI zdjęć oraz raportów z przeprowadzanych akcji "Project Report Forms" (zobacz stron 53-54). Komunikacja klubów z sekretariatem RI jest niezbędna w promowaniu sukcesów Rotaract na całym świecie. Każdy zarejestrowany klub Rotaract powinien otrzymywać kopie "Rotary World" oraz "Rotaract News".

### Przykładowe projekty
- Australijski Rotaract zebrał fundusze na helikopter ratunkowy państwowych służb medycznych. Członkowie klubu pracowali jako publiczna obsługa wyścigu o Grand Prix Australii Formuły 1. Wcześniej zdobyte pieniądze przeznaczyli na medyczne wyposażenie oraz inne ułatwienia dla królewskiego szpitala w Adelajdzie.

- Rotaractorzy w Indiach założył pięć literackich centrów treningowych na odosobnionych obszarach wiejskich, gdzie dzieci, kobiety i osoby starsze mogły uczyć się podstaw i umiejętności czytania. Dla młodych dziewcząt i kobiet zorganizowano warsztaty z krawiectwa, tworzenia papierowych toreb i plecenia koszy.

- Młodzi Rotarianie z Argentyny wydali pierwszą książkę, pt. "Książka Lepszego Świata" ("A book for a Better World") (BOOK BANK) Dystryktu 4890. Po redystrybucji 1500 pilotażowych broszur o projekcie zorganizowali system rozsyłania książek do głównych siedzib Dystryktu 4890.

- Działacze klubu Rotaract z Colombo West w Sri Lance zorganizowali narodowy bieg zdrowia, który kładł nacisk na znaczenie zdrowego stylu życia. Bieg miał przestrzec społeczeństwo przed straszliwymi konsekwencjami nadużywania narkotyków.

- 14 członków Rotaract z kalifornijskiego uniwersytetu luterańskiego załadowało 3 tiry żywności i zabawek i pojechało z campusu w Thousand Oaks w Kalifornii wzdłuż granicy amerykańsko-meksykańskiej do Tijuany w Meksyku. Ich celem było odwiedzenie sierocińca, w którym bawili się z dziećmi.

- Projekt podjęty w 1987r. przez kluby Rotaract z Heemstede i Hillegom-Lissee w Holandii. W celu zebrania funduszy na rzecz akcji PolioPlus, kluby rotaractorskie zaprojektowały rower-amfibię, która mogła przepłynąć kanał LaManche wprawiana w ruch przez 36 Rotaractorów. Dzięki tej kampanii udało się zebrać 210 000 dolarów dla programu PolioPlus, a ponadto przyniosła ona Rotaractorom miejsce w Księdze Rekordów Guinnessa za ich szybkie przepłynięcie kanału.